# サマタ瞑想
サマタ瞑想（サマタめいそう、巴: samathabhāvanā）は、こころを特定の対象に結びつけて集中力を養う瞑想である。サマタ（巴: samatha）、シャマタ（梵: śamatha）、奢摩他とは、ひとつの対象に心を落ち着かせることを意味する仏教用語であり、止と漢訳される。

## 上座仏教のサマタ瞑想
上座部仏教では業処と呼ばれる瞑想対象が40種類ある。現在、欧米で広まっているヴィパッサナー瞑想（観行）の一類である、上座部仏教のマハーシの文脈における瞑想では、準備段階としてサマタ（止）の一種である慈悲の瞑想が行なわれる。最も一般によく使われるサマタは呼吸を対照する安那般那念（別名アーナーパーナ・サティ）である。
元来の上座部仏教では、ヴィパッサナー瞑想の前の段階として集中力を強化するためにサマタ瞑想が行われるが、現代ではサマタ瞑想を簡略化して初めからヴィパッサナー瞑想に入る方式が広く行われている。

Idha āvuso bhikkhu samathapubbaṅgamaṃ vipassanaṃ bhāveti. 

Tassa samathapubbaṅgamaṃ vipassanaṃ bhāvayato maggo sañjāyati.

So taṃ maggaṃ āsevati bhāveti bahulīkaroti.

Tassa taṃ maggaṃ āsevato bhāvayato bahulīkaroto saññojanā pahīyanti. Anusayā vyantīhonti.

ある比丘が、サマタの導きにより、ヴィパッサナーを修習(bhava)する。

サマタの導きによりヴィパッサナーを修習すると、その者に（解脱への）道が生じる。

彼は、その道を実行し、修習し、大きくする。

その道を実行し、修習し、大きくした者は、彼の結は解き放たれ、随眠が滅びる。
—パーリ仏典, 増支部四集,　10. 倶存経（Yuganaddhasuttaṃ）, Sri Lanka Tripitaka Project

## 仏典の止の概念
パーリ語のサマタ（samatha）、サンスクリットのシャマタ（śamatha, 奢摩他、漢訳: 止）は、仏教の用語で、ひとつの対象に心を落ち着かせることであり、止（し）と翻訳される。仏教では、止 (samatha) が深まると三昧 (samādhi) という状態から禅那 (jhāna) という境地に至るとされた。定とも漢訳される三昧は、何らかの対象に集中している状態、または対象に集中することによって生じる集中力を指す。禅那は段階的に、4つの色界禅（初禅から第四禅）、4つの無色界禅、滅尽定に区分される。
「止」の原語であるサマタないしシャマタは、仏典においてのみ使われており、インドの一般の文献には見られない。仏教が成立した初期の頃には、『ウパニシャッド』やジャイナ教と同じく、dhyāna（禅定）や、yoga といった表現が用いられた。止の原語である samatha や śamatha は『ウパニシャッド』では使われず、それに近い śama や śānti であればヒンドゥー教での中心的な概念となっている。samatha という言葉は仏教の成立後しばらく後に用いられるようになったと考えられる。漢訳では一般には止であり、奢摩他と音写されることもある。六息念の sthāpanā や sthāna も止と訳されるが、意味は同一ではない。
初期の経典『小部』では止観のように観の字は併記されず、止や心寂止がよく登場するため、特に心寂止という言葉は、観よりも早く成立したと考えられる。説一切有部などの後代には、止観という言葉が生まれている。この時代の初期・中期（2-3世紀ごろ）の「六足・初智」や『大毘婆沙論』では、止と観のバランスが重要であると強調されている（定も参照）。後の（4-5世紀）、『倶舎論』の「賢聖品」において、止は不浄と数息の2つの修行法を指し、そこで定を達成する。この時代になって初めてこのような具体的な修行法が定められている。『順正理論』では、観で煩悩を断じるときに止を伴う必要があるとされている。

## 仏教一般における止行
「止」は静かな澄み切った心の状態であり、こうした上で対象を正しく観察するということが観（かん、巴: vipassanā）であり、不離の関係にあり併せて止観という。このため、観とで、鳥の双翼あるいは、車の車輪のようにたとえられる。対象に集中するという瞑想は、仏教以外の修行でも共通する修行であり特別なことではないが、他の修行を実践するための土台となる。
大乗仏教では止に対する5つの障害があるとし、心が重い懈怠（けだい）、注意深さのない失念、心が対象をとらえず沈む惛沈（こんじん）と対象にとどまらず散ってしまう掉挙（じょうこ）、惛沈・掉挙に結びついていることそれ自体、不要な時にこれら障害を対抗する実践を行っていることである。懈怠に対しては信仰と決断力と努力と心の巧妙さ（信、欲、勤、軽安）であり、失念に対抗するのは念であり、惛沈・掉挙には正知であり、探求心と心の落ち着きが残りに対抗する。